# مروان فهد
مروان فهد حمزة الوطني (مواليد 16 أغسطس 1999) لاعب كرة قدم إماراتي يجيد اللعب كجناح أيسر أو ظهير أيسر مع نادي البطائح الإماراتي . 

## مسيرة اللاعب
لعب في نادي شباب الأهلي و أعير إلى نادي خورفكان ونادي الإمارات و انتقل بعدها إلى نادي البطائح.